# Sylvester Jasper
Sylvester Alexander Enitombra Jasper (bułg. Силвестър Александър Енитомбра Джаспър, Sylwestyr Aleksandyr Enitombra Dżaspyr; ur. 13 września 2001 w Londynie) – bułgarski piłkarz nigeryjskiego pochodzenia występujący na pozycji pomocnika w klubie FK Železničar Pančevo.

## Kariera juniorska
Jasper grał jako junior w Marku Dupnica, Queens Park Rangers F.C. (2010–2012) i Fulham F.C. (2012–2020).

## Kariera seniorska

### Fulham F.C.
Jasper zadebiutował w seniorskiej drużynie Fulham 26 stycznia 2020 w meczu Pucharu Anglii z Manchesterem City, przegranym 0:4. Wystąpił dla nich jeszcze w dwóch spotkaniach, nie zdobył żadnej bramki.
Jasper w latach 2019–2023 grał w rezerwach Fulham F.C. Wystąpił w ich barwach 28 razy i strzelł 9 goli.

### Colchester United F.C.
Jasper został wypożyczony do Colchester United F.C. 4 sierpnia 2021. Zadebiutował 7 sierpnia 2021 w meczu z Carlisle United F.C. (0:0). Pierwszą bramkę zdobył 16 października 2021 w wygranym 1:0 spotkaniu przeciwko Harrogate Town A.F.C.. Łącznie rozegrał dla nich 24 mecze i strzelił 3 gole.

### Hibernian F.C.
31 stycznia 2022 Jasper trafił na wypożyczenie do Hibernian F.C.. Zadebiutował u nich 5 lutego 2022 w meczu z St. Mirren F.C. (0:1). Ostatecznie w ich barwach wystąpił 16 razy i nie strzelił żadnej bramki.

### Bristol Rovers F.C.
Jaspera wypożyczono do Bristol Rovers F.C. 1 września 2022. Debiut dla nich zaliczył 3 września 2022 w zremisowanym 2:2 spotkaniu przeciwko Morecambe F.C.. Łącznie rozegrał dla nich 8 meczów, nie strzelił żadnego gola.

### Portimonense SC
Jasper podpisał kontrakt z Portimonense SC 5 kwietnia 2023. Swój debiut zaliczył 23 lipca 2023 w wygranym 3:1 spotkaniu Taça da Liga przeciwko Estreli Amadora. Pierwszego gola strzelił 17 grudnia 2023 w meczu z Moreirense FC (2:5). Ostatecznie w ich barwach wystąpił 30 razy i zdobył dwie bramki.

### Śląsk Wrocław
Jasper trafił do Śląska Wrocław 2 października 2024. 6 października 2024 zadebiutował w Ekstraklasie w przegranym 2:4 meczu z Cracovią. W sezonie 2024/25 zanotował łącznie 19 ligowych występów, nie zdobywając żadnej bramki, a jego zespół spadł z ligi.

### FK Železničar Pančevo
3 lipca 2025 podpisał kontrakt z serbskim klubem FK Železničar Pančevo.

## Kariera reprezentacyjna

### Anglia U-15 i U-16
W 2016 roku Jasper zaliczył dwa występy w reprezentacji Anglii U-15. W 2017 roku dwukrotnie zagrał w reprezentacji Anglii U-16 i strzelił gola w meczu przeciwko Chinom (15 kwietnia 2017).

### Bułgaria U-21
Jasper zadebiutował w reprezentacji Bułgarii U-21 12 listopada 2021 w przegranym 3:1 spotkaniu przeciwko Holandii. W kadrze U-21 zagrał jeszcze trzykrotnie: z Mołdawią (0:0), Holandią (0:0) i Walią (1:1).

## Statystyki

### Klubowe
Aktualne na dzień 1 czerwca 2025
| Klub                          | Sezon             | Liga                 | Liga  | Liga   | Puchar kraju | Puchar kraju | Puchar ligi | Puchar ligi | Inne  | Inne   | Razem | Razem  |
| Klub                          | Sezon             | Liga                 | Mecze | Bramki | Mecze        | Bramki       | Mecze       | Bramki      | Mecze | Bramki | Mecze | Bramki |
| ----------------------------- | ----------------- | -------------------- | ----- | ------ | ------------ | ------------ | ----------- | ----------- | ----- | ------ | ----- | ------ |
| Fulham F.C. U-23              | 2019/2020         | —                    | —     | —      | —            | —            | —           | —           | 2     | 0      | 2     | 0      |
| Fulham F.C.                   | 2019/2020         | EFL Championship     | 2     | 0      | 1            | 0            | 0           | 0           | 0     | 0      | 3     | 0      |
| Colchester United F.C. (wyp.) | 2021/2022         | EFL League Two       | 18    | 2      | 2            | 1            | 1           | 0           | 3     | 0      | 24    | 3      |
| Hibernian F.C. (wyp.)         | 2021/2022         | Scottish Premiership | 13    | 0      | 3            | 0            | 0           | 0           | –     | –      | 16    | 0      |
| Bristol Rovers F.C. (wyp.)    | 2022/2023         | EFL League One       | 6     | 0      | 0            | 0            | 2           | 0           | –     | –      | 8     | 0      |
| Portimonense SC               | 2023/2024         | Primeira Liga        | 24    | 2      | 2            | 0            | 2           | 0           | 1     | 0      | 29    | 2      |
| Portimonense SC               | 2024/2025         | Liga Portugal 2      | 1     | 0      | 0            | 0            | 0           | 0           | –     | –      | 1     | 0      |
| Portimonense SC               | Ogółem            | Ogółem               | 25    | 2      | 2            | 0            | 2           | 0           | 1     | 0      | 30    | 2      |
| Śląsk Wrocław                 | 2024/2025         | Ekstraklasa          | 19    | 0      | 2            | 0            | –           | –           | –     | –      | 21    | 0      |
| Ogółem w karierze             | Ogółem w karierze | Ogółem w karierze    | 108   | 13     | 10           | 1            | 3           | 0           | 9     | 0      | 130   | 14     |

### Reprezentacyjne
Aktualne na dzień 1 czerwca 2025
| Reprezentacja     | Rok               | Mecze | Bramki |
| ----------------- | ----------------- | ----- | ------ |
| Anglia U-15       | 2016              | 2     | 0      |
| Ogółem            | Ogółem            | 2     | 0      |
| Anglia U-16       | 2017              | 2     | 1      |
| Ogółem            | Ogółem            | 2     | 1      |
| Bułgaria U-21     | 2021              | 2     | 0      |
| Bułgaria U-21     | 2022              | 2     | 0      |
| Ogółem            | Ogółem            | 4     | 0      |
| Ogółem w karierze | Ogółem w karierze | 8     | 1      |